# ティム・ビッサー
ティム・ビッサー（Tim Visser、1987年5月29日 - ）は、オランダの元ラグビー選手。  

## プロフィール
- オランダ・デ・ビルト出身。
- ポジションはウィング(WTB)、フルバック(FB)。
- 身長 195cm、体重 109kg
- スコットランド代表通算キャップ数は33。
- ラグビーワールドカップ2015のスコットランド代表に選ばれた[1]。
- バーバリアンズに選ばれたことがある[2]。

## 略歴
ニューカッスル・ファルコンズ、エディンバラを経て、2015年、ハーレクインズに加入。  
2019年、現役を引退した。